# Marta Žiaková

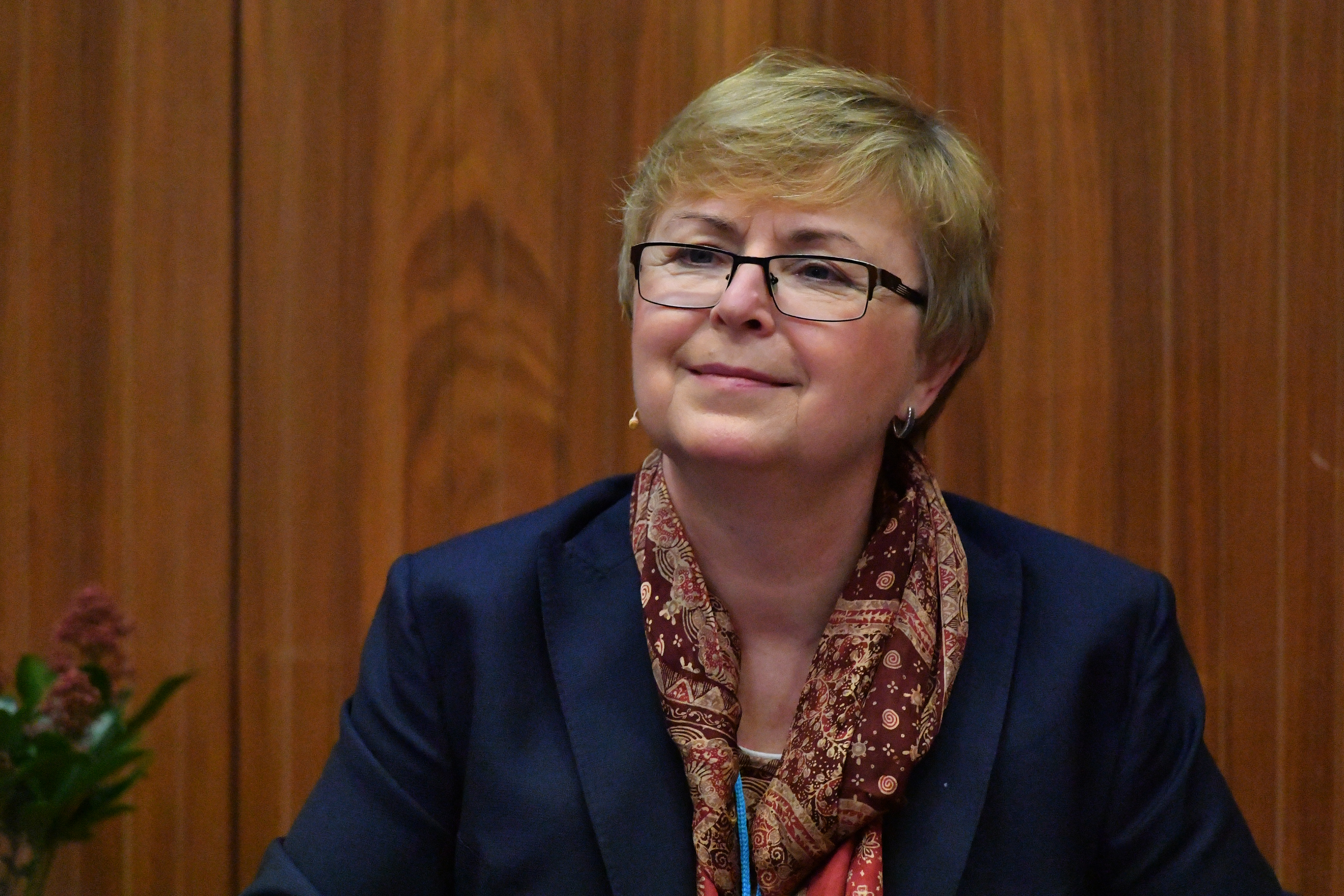
Marta Žiaková (2019)

Marta Žiaková (* 23. November 1955 in Handlová) ist eine slowakische Beamtin, Diplomatin und Wissenschaftlerin auf dem Gebiet der Kernenergie. Seit 2002 ist sie Vorsitzende der Atomaufsichtsbehörde der Slowakischen Republik (Úrad jadrového dozoru SR, ÚJD SR). Sie kandidierte 2019 für den Posten des Generaldirektors der Internationalen Atomenergie-Organisation (IAEO).

## Leben
Marta Žiaková wurde am 23. November 1955 in Handlová in der damaligen Tschechoslowakei geboren. In den Jahren 1974–1979 studierte sie an der Fakultät für Elektrotechnik und Informationstechnologie der Slowakischen Technischen Universität in Bratislava (Spezialisierung Technische Kybernetik – Automatisierungstechnik). 1984 promovierte sie an derselben Universität auf dem Gebiet der technischen Kybernetik.
Ab 1984 arbeitete sie im Forschungsinstitut für Kernenergie (VUJE) in Trnava. Zwischen 1995 und 2002 hatte Žiaková mehrere leitende Positionen im Ausbildungszentrum für die Vorbereitung des Nuklearpersonals der VUJE in Trnava inne – dort leitete sie mehrere Projekte.
Parallel dazu arbeitete sie als Expertin für die IAEO in Wien für die Ausbildung des Personals im Rahmen von Projekten der technischen Zusammenarbeit, zum Beispiel in Ungarn, in der Ukraine, im Iran und in den Vereinigten Staaten. Sie wird regelmäßig als Expertin für die Arbeitsgruppen der IAEO eingeladen und ist Mitglied der slowakischen Nukleargesellschaft.
Am 28. März 2002 wurde sie auf Vorschlag des Wirtschaftsministers der Slowakei, Ľubomír Harach, von der slowakischen Regierung zur Vorsitzenden der slowakischen Atomaufsichtsbehörde ernannt und trat damit die Nachfolge von Miroslav Lipár an. Sie ist die dienstälteste Vorsitzende der ÚJD SR in der Geschichte der Slowakei, da sie in sieben verschiedenen Regierungen tätig war.
Marta Žiaková vertrat als Vorsitzende der ÚJD SR die Slowakei in verschiedenen internationalen Foren. Von 2004 bis 2006 und von 2013 bis 2015 war sie Mitglied des Gouverneursrates der IAEO und hatte dort von 2014 bis 2015 den Vorsitz des Gremiums inne. Anschließend war sie im Jahr 2018 Präsidentin der 62. IAEO-Generalkonferenz. Zudem war sie von 2012 bis 2016 Mitglied der Internationalen Gruppe für nukleare Sicherheit (INSAG).
Im März 2019 wurde Žiaková zur Vorsitzenden der Europäischen Gruppe der Regulierungsbehörden für nukleare  Sicherheit (ENSREG) ernannt, nachdem sie dieser bereits seit 2007 angehört hatte. In der Kernenergieagentur der OECD war Žiaková seit 2011 stellvertretende Vorsitzende und ist seit 2016 Vorsitzende des OECD NEA Steering Committee for Nuclear Energy.
Am 5. September 2019 gab das slowakische Außenministerium die Kandidatur Žiakovás für den Posten des Generaldirektors der IAEO bekannt. Sie trat damit gegen drei Kandidaten aus Argentinien (Rafael Grossi), Burkina Faso (Lassina Zerbo) und Rumänien (Cornel Feruta) an. In einer ersten Probeabstimmung des Gouverneursrates der IAEO am 10. Oktober 2019 erhielt Žiaková jedoch keine Stimmen und zog anschließend ihre Kandidatur zurück.